# 15109 Вілбер
15109 Вілбер (15109 Wilber) — астероїд головного поясу, відкритий 2 лютого 2000 року.
Тіссеранів параметр щодо Юпітера — 3,535.